# Ambasada Korei Północnej w Polsce
Ambasada Korei Północnej w Polsce, Ambasada Koreańskiej Republiki Ludowo-Demokratycznej w Polsce (kor. 뽈스까 조선 대사관) – północnokoreańska placówka dyplomatyczna znajdująca się w Warszawie przy ul. Bobrowieckiej 1a.
W latach 1998–2015 ambasadorem był Kim P’yŏng Il, przyrodni brat byłego przywódcy Korei Północnej Kim Dzong Il.

## Siedziba
Stosunki dyplomatyczne polsko-północnokoreańskie podjęto w 1948. Ambasador KRLD przybył do Polski w 1951, a ambasadę tego kraju polskie władze umieściły początkowo w pałacu pod Karczochem w Alejach Ujazdowskich 14 (1947−1984). W latach 60. XX wieku były plany budowy siedziby ambasady przy ulicy Bonifraterskiej, które władze KRLD zmaterializowały szereg lat później – przy ulicy Bobrowieckiej 1a (od 1984). Została otwarta przez Kim Ir Sena.